# 죠앤 (가수)
죠앤(Joanne, 본명: 이연지, Trinity Lee, 1988년 9월 28일 ~ 2014년 12월 2일)은 미국의 가수였다.

## 생애
미국 캘리포니아 주 샌프란시스코에서 태어나 유년시절을 보낸 죠앤은 초등학교 5학년 때인 1999년, 작곡가 김형석에게 발탁되어 2년간 트레이닝을 받았다. 2001년 8월, 1집 <First Love>으로 데뷔하였으며 신인 시절 제2의 보아로 불리기도 하였다. 
데뷔 동기생인 다나, 하늘, 유리와 함께 가요계의 유망주로 평가받기도 했으며 대표곡으로는 `First Love`와 `햇살 좋은 날` `순수` 등이 있다. 시트콤, 예능, 광고에 출연하고 대만에서 1집 앨범을 발매하는 등 활발한 활동을 선보였으나, 2004년 당시 소속사와의 갈등으로 인해 한국에서의 활동을 완전히 접어야 했으며 2007년에는 이러한 문제 때문에 서울고등법원으로부터 이전 소속사에 4억 5천만원을 배상하라는 판결까지 받았다.
그녀는 연예계를 은퇴하기전 오빠 이승현이 출연했던 중국드라마 전민공주의 엔딩곡을 부르기도 했으며, 2012년에 슈퍼스타 K4에 참가해 재기를 꿈꾸기도 했다. 그러나, 별다른 호응을 얻지 못하고 심사위원들로부터 칭찬은커녕 오히려 혹평을 들으며 가수로서의 재기는 무산되었다. 그후 2014년 6월부터 미국의 물류회사 회계 부서에서 회사원으로 재직했다. 그러던 중 추수감사절 연휴인 2014년 11월 26일(현지 시간) 미국 LA에서 교통 사고를 당해 의식 불명 상태에 빠졌고, 치료 도중 결국 2014년 12월 2일 향년 26세의 나이로 숨을 거두었다.

## 학력
- 한국켄트외국인학교 고등부 (졸업)
- 성균관대학교 경영학과 (졸업)

## 앨범
- <2001.08.24> - 1st Album《JOANNE 01》
- 2002년 죠앤 - 오렌지 (SBS 시트콤 오렌지 ost)

## 방송 출연

### 드라마
- 2002년 SBS TV 오렌지

### 음악 프로그램
- 2001년, 2002년 KBS2 《이소라의 프로포즈》
- 2012년 Mnet 슈퍼스타K4 (오디션 참가자로 출연)

### 공연
- 2002년 MBC - 《2002 드림콘서트》

### 예능
- 2001년~2002년 MBC 《생방송 음악캠프》
- 2002년 MBC 《뉴논스톱》 401회
- 2002년 KBS2 《해피투게더》
- 2002년 KMTV 《쇼 뮤직탱크》 MC
- 2004년 SBS 《도전 1000곡》
- 2004년 KBS 《가족오락관》 983회
- 2004년 MBC 《일요일 일요일 밤에》 68회
- 2007년 SBS 《슈퍼바이킹》 19회
- 2007년 KBS2 《위기탈출 넘버원》 87회
- 2008년 Mnet 《Yepp 스타탄생 리얼리티 Music Is My Life》

### 광고
- 2001년~2002년 하자! 카이홀맨
- 2002년 농심 레드범벅
- 2003년 LG유플러스 with 배용준
- 2003년 오뚜기 3분 스튜
- 2003년 하이죠앤방가워홀맨 (유아용 영어율동 비디오)

## 수상 내역
- 2001년 동북아시아환경문화연합 명예홍보위원 위촉